# Traktat w Radnot

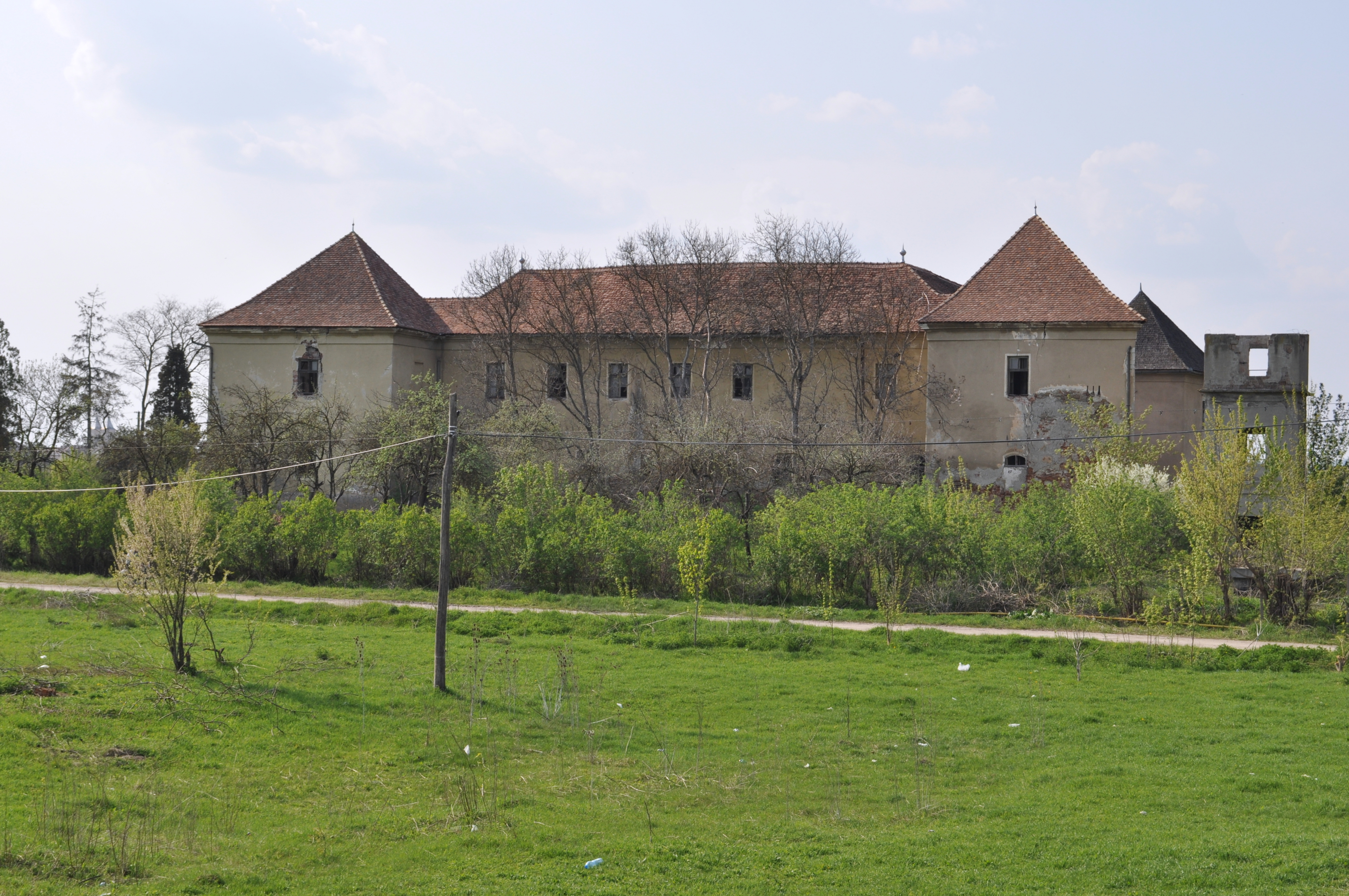
Zamek Jerzego Rakoczego w Radnot

Traktat w Radnot – zawarty w Radnot (w Siedmiogrodzie) 6 grudnia 1656 r. w czasie wojny polsko-szwedzkiej przez przedstawicieli Karola X Gustawa i Jerzego II Rakoczego. W Radnot stronami w negocjacjach byli wyłącznie Karol X Gustaw i Jerzy II Rakoczy, natomiast Fryderyk Wilhelm, Bogusław Radziwiłł i Bohdan Chmielnicki nie byli sygnatariuszami traktatu, jednak ich interesy zostały w dokumencie uwzględnione.

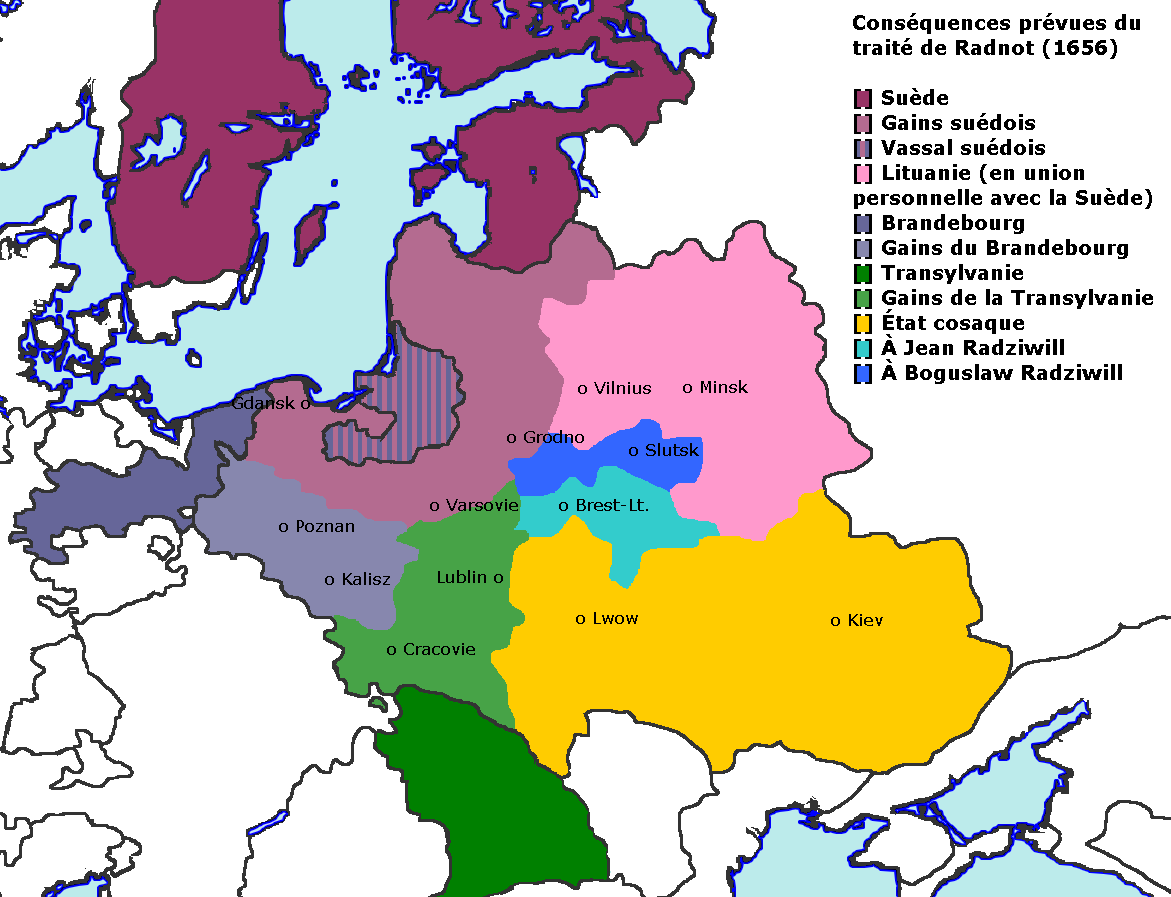
Mapa planowanego podziału
Brandenburgia
Transylwania
Bogusław Radziwiłł
Janusz Radziwiłł
Chmielnicki
Szwecja
Litwa w unii personalnej ze Szwecją

     Brandenburgia
     Transylwania
     Bogusław Radziwiłł
     Janusz Radziwiłł
     Chmielnicki
     Szwecja
     Litwa w unii personalnej ze Szwecją

## Okoliczności
Król Szwecji Karol X Gustaw, w związku ze zwiększającym się od wiosny 1656 roku oporem wojsk koronnych (bitwa pod Warką, bitwa pod Kłeckiem, bitwa pod Łowiczem, bitwa pod Prostkami) oraz wypowiedzeniem wojny Szwecji przez Moskwę w maju, a następnie sojuszem pomiędzy Janem Kazimierzem i carem moskiewskim Aleksym Michajłowiczem z 3 listopada (traktat w Niemieży), nie mogąc liczyć już na samodzielne opanowanie Rzeczypospolitej, podpisał 20 listopada traktat w Labiawie z elektorem brandenburskim, którego postanowienia odnośnie do cesji na rzecz elektora powtórzono w Radnot. W Radnot sygnatariusze Jerzego Rakoczego i Karola Gustawa zobowiązali się do wspólnego uczestniczenia w wojnie z Polską oraz projektowali podział stref wpływów na terenie Rzeczypospolitej. Ważną rolę w jego przygotowaniu odegrali prześladowani w Rzeczypospolitej bracia polscy.
Traktat dotyczył sojuszu szwedzko-siedmiogrodzkiego i dodatkowo przewidywał rozbiór Rzeczypospolitej, w którym wziąć mieli udział:
- Karol X Gustaw – miał dostać Prusy Królewskie, Kujawy, północne Mazowsze, Żmudź, powiaty kowieński, wołkowyski, upicki, brasławski, część województw połockiego i witebskiego wzdłuż Dźwiny, Inflanty polskie i Kurlandię (art. 5),
- Fryderyk Wilhelm Hohenzollern – zgodnie z traktatem z Labiawy miał otrzymać województwa łęczyckie, kaliskie, poznańskie i sieradzkie wraz z ziemią wieluńską,
- Jerzy II Rakoczy – pozostałe ziemie Rzeczypospolitej m.in. z Krakowem,
- Bogusław Radziwiłł – miał dostać województwo nowogródzkie (w 20% i tak stanowiące własność Radziwiłła) oraz zachować prawa do dziedzicznych posiadłości radziwiłłowskich,
- Bohdan Chmielnicki – decyzję co do przekazania mu terytoriów odłożono na później, tym bardziej, że w rozmowach nie brał udziału żaden przedstawiciel Chmielnickiego (art. 6)[2].

Pod dokumentem swoje podpisy w imieniu Karola Gustawa złożyli Sternbach i Gotthard Vellingk, zaś w imieniu księcia siedmiogrodzkiego János Kemény i kanclerz Mihály Mikes.
Traktat wobec rozpoczęcia wojny duńsko-szwedzkiej i klęski Rakoczego nie wszedł w życie.

## Ocena w historiografii
Często w ślad za opinią krakowskiego historyka Władysława Konopczyńskiego traktat z Radnot przedstawia się jako zapowiedź rozbiorów, które nastąpiły 120 lat później, jednak w nowszych pracach zwraca się uwagę, że był to w zasadzie sojusz dwóch stron nierównomiernych pod względem sił (Szwecji i Siedmiogrodu) z uwzględnieniem interesów pozostałych sojuszników (bardzo ogólnikowym w przypadku Chmielnickiego), a podział Rzeczypospolitej miał charakter jedynie projektu, którego sukces w 1656 roku, wobec poparcia wzmacniającej się już militarnie Rzeczypospolitej przez cara Aleksego I, chana Tatarów krymskich, Mehmeda IV Gireja i cesarza Ferdynanda III Habsburga, był jedynie iluzoryczny.